# Iridomyrmex conifer
Iridomyrmex conifer é uma espécie de formiga do gênero Iridomyrmex.